# Capitolias

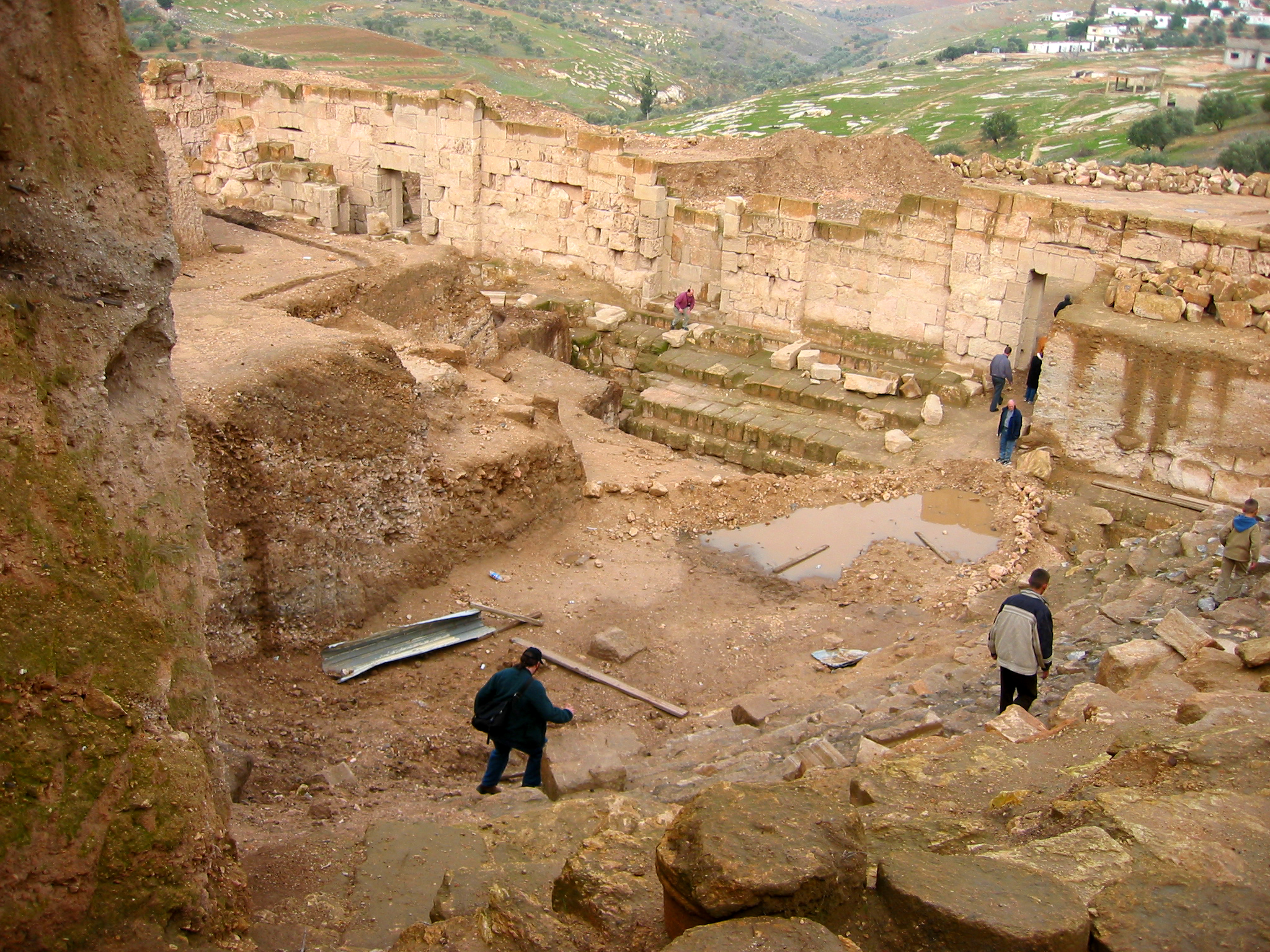
del av teatern

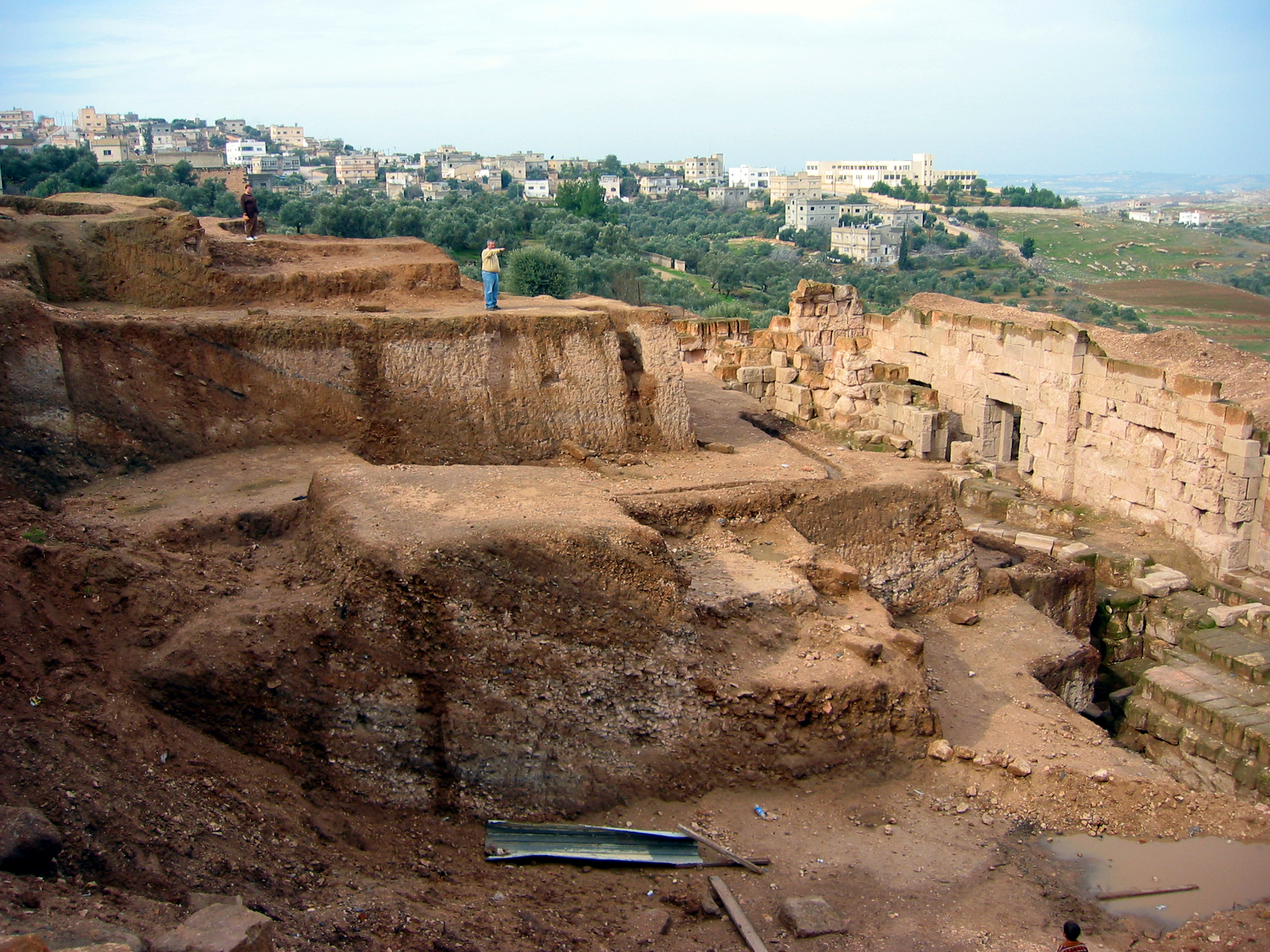
del av staden

Capitolias (även Adun, Ajlun och Dion, grekiska Καπιτωλιας, arabiska بيت رأس , moderna Beit Ras) är en arkeologisk plats i norra Jordanien. Capitolias var en av de tio städerna i stadsförbundet Decapolis under Antiken.

## Staden
Ruinerna efter Capitolias ligger i provinsen Irbid, i orten Beit Ras cirka 100 km nordväst om huvudstaden Amman och cirka 5 km norr om staden Irbid.
Bland de kvarvarande ruinerna finns några gravmonument, valv, cisterner, en kolonnadkantrad gata, en romersk militärkyrkogård, en kyrka och en stor romersk teater. Hela området täcker cirka 60 hektar och delar av stadsmuren kan spåras på marken.

## Historia
Capitolias var ett av de tio hellenistiska-romerska städerna i stadsförbundet Decapolis i Mellanöstern.
Staden omnämns redan i det Nya Testamentet i Bibeln under Romerska riket, fynd av antika mynt daterar staden som självstyrande till cirka år 97 eller år 98 kring tiden för romerske kejsaren Nerva eller Trajanus. Staden tillhörde provinsen Arabia Petraea men erhöll sedan självstyre under Rom på grund av dess strategiska läge vid färdleden Via Traiana Nova mellan Aqaba och Trajana Bostra. Capitolias omnämns även av romerske Plinius den äldre (som Dion, i Naturalis Historia) och omnämns även i kartverken Antoninska itinerariet och Tabula Peutingeriana (där beläget mellan Gadara och Dara).
Senare upphöjdes staden till stiftsstad inom den Romersk-katolska kyrkan, dess förste biskop Antiochus deltog vid det Första konciliet i Nicaea år 325, dess andre biskop Ananias deltog vid Konciliet i Chalkedon år 451.
Under det Bysantinska riket införlivades Capitolias kring år 390 i provinsen Palæstina Secunda och stadens biskop blev nu hjälpbiskop till biskopen i Scythopolis. Capitolias omnämns även av bysantinske geograferna Hierokles (i Synekdemos) och Georgius Cyprius (i Descriptio Orbis Romani).
Under 1100-talet var staden åter en oberoende stiftsstad, senare utnämndes endast Titulärbiskopar till Capitolias. 
Under det Osmanska riket införlivades staden i provinsen Vilâyet Syrien och fick namnet Bet-er-Ras/Beit Ras.
1960 inleddes de första utgrävningar i området, 1983 inleddes ytterligare utgrävningar av området inom Irbid/Beit Ras Projektet, 2014 inleddes nya utgrävningar i samarbete med Universitetet i Warszawa.